# Aleja Jana Pawła II w Kole
Aleja Jana Pawła II w Kole – jedna z głównych ulic miasta. Stanowi wewnętrzną obwodnicę centrum Koła. Jest jednocześnie drogą tranzytową w kierunkach: Łask, Poznań, Sompolno, Warszawa, Włocławek. W całości położona jest na terenie osiedla Przedmieście Warszawskie.

## Rys historyczny
Aleja Jana Pawła II ma krótką historię. Została wybudowana na przełomie XX i XXI wieku i miała stanowić przedłużenie ciągu komunikacyjnego od ul. Blizna do ul. Dąbskiej i ul. Sienkiewicza. Wraz z budową ulicy powstało pierwsze w mieście skrzyżowanie o ruchu okrężnym – Rondo Henryka Sienkiewicza.
Aleja swoją nazwę otrzymała uchwałą X/55/99 Rady Miejskiej z 16 czerwca 1999 roku. Decyzja ta wywołana była pobytem Jana Pawła II w Licheniu Starym.
W niedzielę 10 grudnia 2000 roku dokonano aktu odsłonięcia obelisku Jana Pawła II mieszczącego się przy tej ulicy. Aktu dokonała mieszkanka Koła – Irena Korzeniowska. Wykonanie oraz montaż pomnika było inicjatywa Zarządu Powiatowego „Solidarność”.

## Ulica dziś
Aleja Jana Pawła II w granicach administracyjnych miasta Koła ma długość około 600 metrów.
Rozpoczyna się od Ronda Henryka Sienkiewicza, na którym stykają się ulice: Dąbska, Sienkiewicza i Aleje. 50 metrów dalej krzyżuje się z ul. Połegłych. Na 400 metrze krzyżuje się z ulicami: Powstańców Wielkopolskich i Powstańców Warszawy. Następnie spotyka się jeszcze z ulicą Nagórną i kończy się na skrzyżowaniu z ul. Włocławską i ul. Blizną, gdzie znajduje się sygnalizacja świetlna.

## Obiekty
Przy Alei Jana Pawła II znajduje się m.in.:
- cmentarz wojenny
- pomnik poświęcony Janowi Pawłowi II